# 2010 KQ
2010 KQ là một tiểu hành tinh được phát hiện trong quỹ đạo Trái Đất mà các chuyên gia cho rằng nó thuộc một tên lửa của Liên Xô đẩy ra bên ngoài Trái Đất trước đó để thăm dò Mặt Trăng. Nó được phát hiện vào ngày 16 tháng 5 năm 2010 tại đài thiên văn Catalina bởi Richard Kowalski cùng nhiều người khác, trong đó có Bill Ryan (Đài quan sát Magdalena Ridge) và Peter Birtwhistle (Anh). Paul Chodas và nhà thiên văn nghiệp dư Bill Ryan cho ràng nó đã nằm rất gần Trái Đất vào năm 1975. Tuy nhiên,  các nhà khoa học không mong chờ sẽ tìm thấy một thiên thể nữa trong quỹ đạo Trái Đất vì nó có thể gây nguy hiểm lên Trái Đất chứ không như 2010 KQ. 2010 KQ có quỹ đạo bao quanh Trái Đất. Nó được đặt tên bởi trung tâm tiểu hành tinh Cambridge, Massachusetts. Trên thực tế, tỉ lệ thiên thể này gây nguy hiểm cho Trái Đất lên đến 6%. 2010 KQ sẽ xuất hiện lại vào năm 2036.
Các cuộc đo đạc quang phổ của 2010 KQ được thực hiện bởi nhóm SJ Bus (Đại học Hawaii) bằng cách sử dụng kính thiên văn NASA IRTF trên đài thiên văn Mauna Kea, Hawaii, cho thấy đặc tính quang phổ của 2010 KQ không giống với bất cứ tiểu hành tinh nào đã biết và tương tự với đặc tính quang phổ của một tên lửa. Cấp sao tuyệt đối của nó (28,9) và kích thước của nó cho thấy 2010 KQ có thể là một tên lửa. Các quan sát sắp tới trong tương lai cũng có thể giúp các nhà khoa học nhận biết được suất phản chiếu, quỹ đạo của thiên thể để có thể phân biệt tiểu hành tinh với vật thể nhân tạo.
Người ta phát hiện nó có nhiều điểm bất thường so với tiểu hành tinh, như nó có màu sơn cacbon dioxic cũ, màu sơn của tên lửa. Nhà thiên văn Richard Miles tin rằng 2010 KQ là thuộc tên lửa Proton trong nhiệm vụ Luna 23, phóng lên vào ngày 28 tháng 10 năm 1974.
Các chuyên gia vẫn cho là nó quá nhỏ và không gây nguy hiểm lên Trái Đất. Một số người cho rằng đây là UFO và NASA đang giấu giếm thông tin về sự sống ngoài Trái Đất.